# قلبی در زمستان
قلبی در زمستان (به فرانسوی: UN CŒUR EN HIVER) یک فیلم درام فرانسوی در ژانر موزیکال و رومانس، دستاورد سال ۱۹۹۲ میلادی با کارگردانی و نویسندگی کلود سوته است. در این فیلم، هنرمندان دنیل اوتوی، امانوئل بئار، الیزابت بورگین و آندره دوسولیه به نقش‌آفرینی پرداختند. این فیلم در چهل و نهمین جشنواره بین‌المللی فیلم ونیز برگزیده و برنده جایزه شیر نقره‌ای، برنده بهترین کارگردانی جوایز سزار، برنده جشنواره فیلم لومیر و نامزد بهترین فیلم خارجی زبان در چهل و هفتمین دوره جوایز بفتا شد. قلبی در زمستان، پیش از واپسین فیلم کلود سوته با نام نلی و آقای آرنو ساخته شد.

## داستان
استفان و ماکسیم، در فضایی دنج و آرام از آتلیۀ ویولن‌سازیِ لوتری با یکدیگر همکاری می‌نمایند ولی روح و قلب استفان، در زمستانی از برهان و دلایل دشوار به سر می‌بَرَد.
ماکسیم با وجود اینکه مردی متأهل است، دلباختۀ بانوی ویولونیست زیباچهری به نام کَمیی کِسله شده.
در این روابط پیچیده، کَمیی شیفتۀ استفان می‌شود و این موضوع را با ماکسیم در میان می‌گذارد ولی خویشتن‌داری استفان، کَمیی را برآشفته می‌سازد.
استفان که قلبش در زمستانی سرد به سر می‌برد بر پاد میل خویش، گام در پیشامدی اغواگرانه می‌نهد تا آن حد، که پذیرای ابراز علاقۀ کَمیی نمی‌شود.
برای جلوگیری از افشای درونمایۀ این فیلم سینمایی، فقط شرحی کوتاه دربارهٔ آن به رشتۀ تحریر درآمده.

## جدول بازیگران و کاراکترها
| بازیگر                                           | کاراکتر                                            | نقش  |
| ------------------------------------------------ | -------------------------------------------------- | ---- |
| Daniel Auteuil دنیل اوتوی                        | Stéphane استفان                                    | اصلی |
| Emmanuelle Béart امانوئل بئار                    | Camille Kessler کَمیی کِسله                          | اصلی |
| André Dussollier آندره دوسولیه                   | Maxime ماکسیم                                      | مکمل |
| Élizabeth Bourgine الیزابت بورژین                | Hélène, la libraire اِلِن «کتابخانه‌دار»              | مکمل |
| Brigitte Catillon بریژیت کتیون                   | Régine, l'agent de Camille رِژین «نگهدار کَمیی»      | مکمل |
| Myriam Boyer میریام بوآیه                        | madame Amet, la bonne مادام اَمه «خدمتکار»          | مکمل |
| Jean-Claude Bouillaud ژان-کلود بویو              | le patron de la brasserie پاترون (رئیس آبجوخوری)   | مکمل |
| Stanislas Carré de Malberg استنیسلس کره دو ملبرگ | Brice, l'apprenti luthier بریس «شاگرد آتلیه لوتیه» | مکمل |
| Dominique de Williencourt دومینیک دو ویلیانکور   | Christophe, le violoncelliste کریستوف، ویولنسلیست  | مکمل |
| Maurice Garrel موریس گارل                        | Lachaume لَشُم                                       | مکمل |

## تولید
فیلم سینمایی قلبی در زمستان توسط کمپانی‌های زیر تولید شده:
| کمپانی‌های تولیدکننده فیلم سینمایی قلبی در زمستان |
| ------------------------------------------------ |
| ۱. Film par Film                                 |
| ۲. Cinéas                                        |
| ۳. Orly Films                                    |
| ۴. SEDIF Productions                             |
| ۵. Panavision                                    |
| ۶. D.A. Films                                    |
| ۷. FR3 Films Production                          |

## موسیقی فیلم و همکاری ارزشمند موزیسین‌ها
در فیلم سینمایی قلبی در زمستان شماری از آثار موریس راول، در گوشنوازی، نقش برجسته‌ای را ایفا می‌نمایند.
فراتر از هر قطعه، «Piano Trio1 پیانو تریوی شماره یک»، سَمبولی است از سه کاراکتر بنیادین فیلم با پیوندِ سه ساز «پیانو، ویولن و ویولنسل».
پیانو تریوی شماره یک با نواختن راستین این هنرمندان اجرا شده است:
- ویولن با اجرای ژان-ژاک کانتورو: Jean-Jacques Kantorow
- ویولنسل با اجرای کیت هاروی: Keith Harvey
- پیانو با اجرای هاوارد شلی: Howard Shelley

امانوئل بئار برای درخشش در این فیلم، ویولن‌نوازی را نزد استادی از اپرای پاریس به نام کَرول سن میشل فرا گرفت.
فیلیپ سارد موسیقیدان و آهنگساز فیلم‌های فرانسوی به عنوان کارگردان موسیقی، در این فیلم حضور پیدا کرد.
ساز ویولن در این فیلم به اندازه‌ای برجسته بود که کلود سوته، رایزنی حرفه‌ای خویش را به «لوتیه اِتی‌یِن وَتلو» سپرد و دستاورد آن به شاهکاری از رئالیسم دگرگون گردید.

## پاداش‌ها و جایزه‌ها
| پاداش‌ها |
| --- |
| کلود سوته برندۀ بهترین کارگردانی جایزه شیر نقره‌ای چهل و نهمین جشنواره بین‌المللی فیلم ونیز                                                                                     |
| برندۀ جایزۀ فیپرِشی به فرانسوی: Prix FIPRESCI چهل و نهمین جشنواره بین‌المللی فیلم ونیز                                                                                          |
| در هجدهمین مراسم سزار و در تاریخ ۸ مارس ۱۹۹۳ به جوایز زیر دست یافت: 1. کلود سوته برندۀ بهترین کارگردان مراسم سزار 2. جایزۀ سزار بهترین بازیگر نقش مکمل مرد برای آندره دوسولیه |
| برندۀ جشنواره فیلم لومیر در سال ۱۹۹۲ |